# 자유 대상
범주론과 추상대수학에서 자유 대상(自由對象, 영어: free object)은 망각 함자의 왼쪽 수반 함자의 상이다. 대략, 주어진 범주 속에서 특별한 제약을 가하지 않고 생성되는 가장 일반적인 대상으로 생각할 수 있다.

## 정의
구체적 범주 {\displaystyle \operatorname {Forget} \colon {\mathcal {C}}\to \operatorname {Set} }가 주어졌다고 하고, 망각 함자 {\displaystyle \operatorname {Forget} }의 왼쪽 수반 함자
{\displaystyle F\dashv \operatorname {Forget} }
가 존재한다고 하자. 이 경우, 집합 {\displaystyle S}로부터 생성되는, {\displaystyle {\mathcal {C}}} 속의 자유 대상은 {\displaystyle F}에 대한 상 {\displaystyle F(S)}이다. 이 경우, 수반 함자의 정의에 따라 표준적 함수 {\displaystyle S\to \operatorname {Forget} (F(S))}가 존재하는데, 이를 표준적 단사 함수(영어: canonical injection)라고 한다.

### 구성
대수 구조 다양체의 범주 {\displaystyle {\mathcal {V}}}의 망각 함자는 항상 왼쪽 수반 함자를 가지며, 따라서 항상 자유 대상을 갖는다. 이를 자유 대수(영어: free algebra) 또는 항 대수(영어: term algebra)라고 한다.
구체적으로 이는 다음과 같이 정의된다. 대수 구조 다양체 {\displaystyle {\mathcal {V}}}의 연산들이 {\displaystyle (f_{i})_{i\in I}}이며, 그 항수가 {\displaystyle n_{i}}라고 하자. 또한, {\displaystyle {\mathcal {V}}}에서 성립하는 대수적 관계들이 {\displaystyle (R_{j})_{j\in J}}라고 하자. 또한, 임의의 집합 {\displaystyle S}가 주어졌다고 하자. 그렇다면, 다음과 같은 일련의 집합들을 정의할 수 있다.
- {\displaystyle T_{0}=S}
- {\displaystyle T_{r+1}=T_{r}\sqcup \bigsqcup _{i\in I}\overbrace {T_{r}\times \cdots \times T_{r}} ^{n_{i}}}

{\displaystyle (t_{1},\dots ,t_{n_{i}})\in T_{r}\times \cdots \times T_{r}}를 {\displaystyle f_{i}(t_{1},\dots ,t_{n_{i}})}로 표기하자. {\displaystyle T_{r}}는 대수 구조 연산을 {\displaystyle r}번 이하 적용하여 적을 수 있는 모든 항들의 집합이다.
그렇다면, 이들의 합집합
{\displaystyle T=\bigcup _{i=0}^{\infty }T_{i}}
를 정의할 수 있다. 이는 대수 구조 연산을 유한번 적용하여 적을 수 있는 모든 항들의 집합이다.
{\displaystyle {\mathcal {V}}}를 정의하는 대수적 관계들은 {\displaystyle T} 위의 동치 관계 {\displaystyle \sim }로 생각할 수 있다. (즉, 대수적 관계에서 등장하는 변수들을 {\displaystyle S}의 임의의 원소들로 치환한다.) 그렇다면, {\displaystyle S}로부터 생성되는 자유 대수 {\displaystyle \langle S\rangle }는 몫집합 {\displaystyle T/{\sim }}이다. 이 위의 대수 연산은 다음과 같다.
{\displaystyle f_{i}([t_{1}],[t_{2}],\dots ,[t_{n_{i}}])=[f_{i}(t_{1},\dots ,t_{n_{i}})]}
여기서 {\displaystyle [-]}은 동치 관계 {\displaystyle \sim }에 대한 동치류이다.

## 예
대수 구조 다양체에서의 자유 대상은 다음이 있다.
- 집합의 범주: 집합 {\displaystyle S} 위의 "자유 집합"은 {\displaystyle S} 자신이다.
- 점을 가진 집합의 범주: 집합 {\displaystyle S} 위의 "자유 점을 가진 집합"은 {\displaystyle S\sqcup \{\bullet \}}이다.
- 모노이드의 범주: 클레이니 스타 {\displaystyle S^{*}}
- 군의 범주: 자유군
- 아벨 군의 범주: 자유 아벨 군 {\displaystyle \mathbb {Z} ^{\oplus |S|}}
- 가환환 {\displaystyle R} 위의 왼쪽 가군의 범주: 집합 {\displaystyle S} 위의 자유 가군 {\displaystyle R^{\oplus |S|}}
  - 만약 {\displaystyle R=K}가 나눗셈환일 경우, 모든 가군이 자유 가군이며, 이를 벡터 공간이라고 한다. 이 경우, 집합 {\displaystyle S} 위의 자유 가군은 {\displaystyle S}를 기저로 하는 벡터 공간 {\displaystyle \operatorname {Span} _{K}S}이다.
- 체 {\displaystyle K} 위의 단위 결합 대수의 범주: 집합 {\displaystyle S} 위의 자유 단위 결합 대수는 {\displaystyle S}를 기저로 하는 벡터 공간 {\displaystyle \operatorname {Span} _{K}S} 위의 텐서 대수 {\displaystyle T(\operatorname {Span} _{K}S)}이다.
- 체 {\displaystyle K} 위의 가환 대수의 범주: 다항식환 {\displaystyle K[S]}
- 체 {\displaystyle K} 위의 리 대수의 범주: 자유 리 대수

대수 구조 다양체가 아닌 구체적 범주의 경우, 다음과 같은 예가 있다.
- 위상 공간의 범주 {\displaystyle \operatorname {Top} }: 이산 공간
- 콤팩트 하우스도르프 공간의 범주 {\displaystyle \operatorname {CompHaus} }: 집합 {\displaystyle S}에 대응하는 자유 콤팩트 하우스도르프 공간은 이산 공간 {\displaystyle S}의 스톤-체흐 콤팩트화이다.

## 같이 보기
- 모나드